# Austin Powers și organizația secretă
Austin Powers și organizația secretă (titlu original: Austin Powers: International Man of Mystery) este un film american din 1997 regizat de Jay Roach. Rolurile principale au fost interpretate de actorii Mimi Rogers, Mike Myers, Michael York, Elizabeth Hurley. Scenariul este scris de Mike Myers care interpretează atât personajul titular Austin Powers cât și principalul antagonist Dr. Evil, inamicul lui Powers.

## Distribuție
- Mike Myers - Austin Powers/Dr. Evil
- Elizabeth Hurley - Vanessa Kensington
- Robert Wagner - Number 2
- Seth Green - Scott Evil
- Mindy Sterling - Frau Farbissina
- Michael York - Basil Exposition
- Fabiana Udenio - Alotta Fagina
- Will Ferrell - Mustafa
- Mimi Rogers - Mrs Kensington
- Joe Son - Random Task
- Paul Dillon - Paddy O'Brien
- Charles Napier - Commander Gilmour
- Elya Baskin - General Borschevsky
- Clint Howard - Johnson Ritter
- Tom Arnold - Cowboy
- Carrie Fisher - Therapist
- Larry Thomas - Casino Dealer
- Burt Bacharach - Himself
- Michael McDonald - Security Guard #2
- Cindy Margolis - Fembot #1
- Cynthia Lamontagne - Fembot #2
- Mike Judge - Beavis/Butt-Head
- Rob Lowe - Decapitated henchman's friend